# 1948 en France
Chronologie de la France
- 1944
- 1945
- 1946
- 1947
- 1948
- 1949
- 1950
- 1951
- 1952

Cet article présente les faits marquants de l'année 1948 en France.

## Évènements

### Janvier
- 1er-7-25 janvier : l’Assemblée nationale adopte le plan Mayer d’assainissement financier[1]. Il est composé d'un train de mesures économiques (dévaluation, blocage des billets de 5 000 francs[2] ; relèvement des salaires[3] ; libéralisation progressive du contrôle des prix[4] et du marché de l'or[5] ; accroissement du prix des matières premières industrielles dès le 1er janvier[1] ; hausse de 10 % des tarifs publics[6],[7] ; majoration de 40 % du prix du blé[8]) et fiscales (prélèvement exceptionnel de lutte contre l'inflation le 7 janvier, emprunt obligatoire[1],[9] ; diminution des dépenses publiques[10] ; amnistie fiscale[11] ; nouveaux impôts sur les ménages et les entreprises[12])[13].
- 7 janvier : loi qui institue le prélèvement exceptionnel de lutte contre l'inflation ; elle crée un « Fonds de Modernisation et d'Équipement » (FME), alimenté par un tiers des ressources du prélèvement, destiné au financement du secteur privé[14].
- 19 janvier : inauguration du barrage de Génissiat, sur le Rhône. La centrale électrique sera la plus importante d’Europe occidentale[15].
- 25 janvier : dévaluation effective du franc de 44,44 %[15].
- 26 - 27 janvier : un cyclone tropical dévaste La Réunion[16].

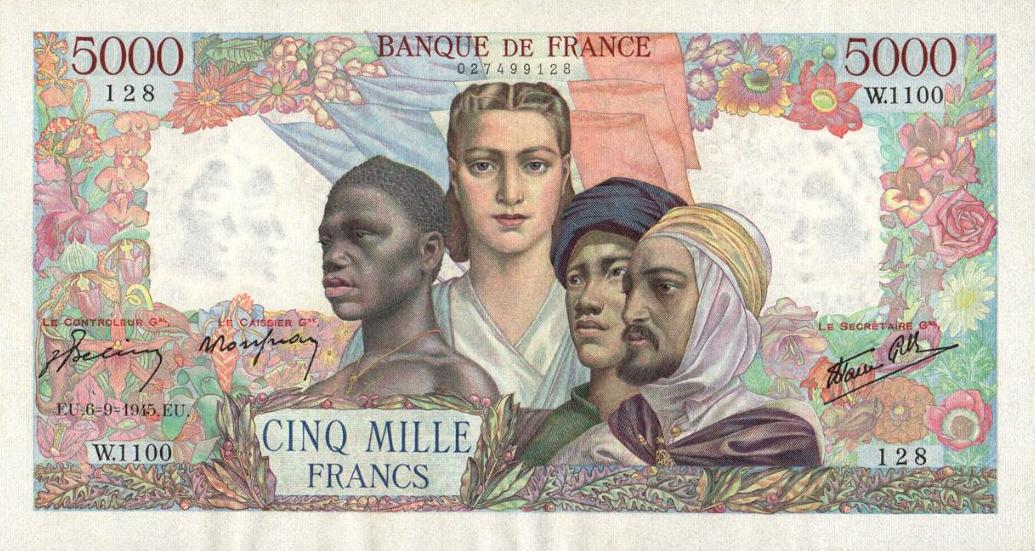
Billet de 5 000 francs Union française.

- 29 janvier : blocage des billets et suppression du billet de 5 000 francs[2].

### Février
- 2 février : ouverture du marché de l'or[5].
- 10 février : réouverture de la frontière entre l’Espagne et la France[17].
- 18 février : sortie du film Ruy Blas de Pierre Billon[18].

### Mars
- 4 mars : fusillade du Carbet en Martinique ; les gendarmes tuent trois grévistes à l'occasion d'une grève des ouvriers agricoles à l'habitation Lajus[19].
- 17 mars : traité de Bruxelles ; alliance militaire occidentale (France, Royaume-Uni, Benelux)[20].
- 21 mars :
  - loi budgétaire actant la création des IGAMES et allouant des moyens supplémentaires pour renforcer les forces de l'ordre[21].
  - loi créant la Caisse autonome de reconstruction (CAR) pour financer les besoins en logement[14] (40 % du parc immobilier détruit par la guerre).
- 23 mars : la Fédération de l'Éducation nationale (FEN) choisit l'autonomie par rapport à la CGT[22].

### Avril
- Nouvelle vague de grèves[23].
- 1er avril : début de la distribution de l’aide américaine dans le cadre du plan Marshall[24].
- 4 - 11 avril : élections truquées en Algérie[25].
- 12 avril : congrès constitutif de la CGT-FO (Confédération générale du travail - Force ouvrière), fondée par les partisans de Léon Jouhaux après la scission de décembre 1947 au Palais de la Mutualité à Paris[26].
- 13-16 avril : grève des usines Peugeot à Sochaux[27].
- 16 avril : 
  - décret relatif à l'organisation de l'administration centrale du ministère des finances. Cette réforme fait suite aux changements apportés au système d'imposition dans les années 1920 (création de l'impôt sur le revenu et des taxes sur le chiffre d’affaires des entreprises) ainsi qu'à la nécessité d'une nouvelle administration fiscale pour gérer l'aide financière du plan Marshall. Le décret crée, en remplacement des régies de l’Enregistrement, des Contributions directes et des Contributions indirectes, une administration fiscale unique, la Direction Générale des Impôts. Seule l’ancienne direction générale des Douanes, rebaptisée direction générale des Douanes et des Droits indirects sans voir pour autant modifier son domaine de compétence, reste à l’écart de ce mouvement de concentration. La nouvelle administration est chargée de centraliser les données fiscales des contribuables afin de mieux cibler les contrôles et d'améliorer le recouvrement de l'impôt[1].
  - fondation de l'Organisation européenne de coopération économique (OECE)[23].
- 19 avril : une explosion dans le puits 11 de Sallaumines, dans les mines de Courrières provoque la mort de douze personnes et en blesse 35[28].

### Mai
- 13 mai : loi fiscale réformant l'impôt général sur le revenu qui compte alors six tranches, de 0 à 60 %[1].
- 21 mai : sortie à Paris du film La Chartreuse de Parme de Christian-Jaque[29].
- 22 mai : décret de la ministre de la Santé Publique et de la Population, Germaine Poinso-Chapuis, habilitant les associations familiales de l'enseignement libre à recevoir des subventions et à les répartir entre les familles auxquelles l'éducation de leurs enfants cause des difficultés[25].
- 25 mai[réf. nécessaire] : inauguration de l’aérogare provisoire d’Orly-Nord.

### Juin
- 5 juin : signature entre les autorités françaises (Émile Bollaert) et l’ancien empereur Bảo Đại d’un accord reconnaissant l’unité (sauf la Cochinchine) et l’indépendance du Viêt Nam dans le cadre de l’Union française (accords de la baie d'Along)[30].
- 16 juin :
  - fondation de la compagnie « Air France » sous forme de société mixte[31].
  - loi qui institue une taxe sur les oisifs[1].

### Juillet
- 1er juillet : création de la société « Usinor » par la fusion de « Denain-Auzin » et des « Forges et Aciéries du Nord et de l'Est »[32].
- 19 juillet : les socialistes provoquent la démission du cabinet Schuman auquel ils sont opposés à propos de la laïcité (subventions scolaires aux écoles catholiques pour familles en difficulté) et de l’Indochine[25].
- 22 juillet : procès à Antananarivo des dirigeants du MDRM. Six peines de mort son prononcées (4 octobre), dont celles des députés Raherivelo Ramamonjy et Justin Bezara. Le député Rabemananjara est condamné aux travaux forcés à perpétuité[33]. Les condamnés à mort sont graciés le 15 juillet 1949.
- 25 juillet : échec d’une attaque du Việt Minh contre le poste français de Phu Tong Hoa défendu par la Légion étrangère[34].
- 24 juillet-27 août : nouveau gouvernement André Marie (radical)[25].

### Août
- 14 août : un décret confère à 7 communes du département de l'Eure la croix de guerre 1939-1945 : Les Andelys, Beaumont-le-Roger, Évreux, Gisors, Louviers, Pont-Audemer et Vernon[35].
- 17 août : loi André Marie de redressement économique et financier, amorce d'une profonde réforme du système fiscal français[36].
- 25 août : naissance du Mouvement de la Paix[23].
- 27 août : chute du gouvernement André Marie[23].

### Septembre
- 1er septembre : loi sur la reconstruction urbaine. Le texte prévoit la création d’une allocation logement et réorganise le marché du logement afin de rentabiliser l'investissement des capitaux privés dans l'immobilier. La loi établit un droit au maintien dans les lieux pour les locataires des immeubles anciens et du parc locatif social. Un fonds national pour l’amélioration de l’habitat, ancêtre de l’ANAH, est également créé pour réorienter les aides de l’État vers le logement[37]. Elle permet la revalorisation progressive des loyers au niveau de l'inflation et la hausse des financements destinés à la construction de logements. Les investissements publics passent de 138 à 465 milliards de francs.
- 3 septembre : sortie de Dédée d'Anvers, film d’Yves Allégret[38].
- 5-7 septembre : deuxième gouvernement Schuman ; l'Assemblée nationale lui refuse l'investiture  par 295 voix contre 289[39].
- 7 septembre : les vaccinations antidiphtérique et antitétaniques deviennent obligatoires[40].
- 11 septembre : premier gouvernement Queuille, jusqu'au 5 octobre 1949[25].
- 22 septembre : sortie à Paris du film L'Aigle à deux têtes de Jean Cocteau[41].
- 23 septembre : décret qui instaure une taxe de 10,9 % sur les billets de cinéma pour alimenter le Fonds d'aide à l'industrie cinématographique, organisme qui finance les productions cinématographiques françaises[42].
- 24 septembre : loi reformant en profondeur la fiscalité de l'État. Le gouvernement, devant le dérapage budgétaire des comptes publics (recettes estimées à 924 milliards de francs, mais dépenses estimées elles à 1 039 milliards de francs) oblige au vote d'une nouvelle loi fiscale accroissant les ressources de la nation. Le projet qui prévoit initialement un effort de 80 milliards, est amendé et ramené par le parlement à un prélèvement fiscal de 51 milliards de francs, essentiellement sur les entreprises. Les bénéfices industriels, commerciaux et agricoles sont surtaxés à hauteur de 20 % et l'impôt sur le revenu est majoré pour les hauts revenus[1],[43].
- 25 septembre :
  - loi retirant son privilège d’émission à la Banque de l’Indochine, transféré à « un Institut d’émission de l’Indochine » qui reste à créer. La banque continue à assurer le service de l’émission jusqu’à une date qui reste à fixer. Début du trafic des piastres, révélé en 1952[44] ; la piastre vaut officiellement 17 francs, mais on l’achète pour 7 à 8 francs. C’est 10 francs de bénéfice pour ceux qui peuvent la changer au cours officiel, règlementé.
  - décret réformant la taxe sur la production industrielle, instaurant le paiement fractionné, afin de réduire les charges pesant sur les entreprises[1].
- Septembre-novembre : vague de grèves violentes[23].

### Octobre
- 1er octobre : décret créant une taxe de 5 % sur la masse salariale des entreprises. Suppression de la taxe sur les traitements et les salaires d'un montant équivalent. La mesure, neutre pour le trésor, permet d'éviter de relancer les revendications de hausse de salaire et de nourrir une spirale inflationniste. Mais ce transfert de charges sur les entreprises renforce une tendance lourde de la loi du 24 septembre 1948 qui est de faire peser très largement la hausse des recettes fiscales sur les sociétés, ce qui mine à terme leurs capacités d’investissement[1].
- 4 octobre-29 novembre : grève des mineurs organisée par la CGT[45].
- 6 octobre : présentation au Salon de l’automobile de Paris de la Citroën 2 CV, produite jusqu’en juillet 1990[46].
- 8 octobre : Bartel Jan Sek, mineur d'origine polonaise, est tué à Merlebach la tête fracassée à coups de crosse par les CRS[47].
- 11 octobre : le gouvernement rappelle 60 000 réservistes de l'armée pour faire face à la grève des mineurs[23].
- 16 octobre : les équipes de sécurité ayant été supprimées dans les mines, le gouvernement fait occuper les puits. S’ensuivent des affrontements très violents avec les grévistes, à Saint-Étienne, Carmaux, Montceau-les-Mines puis Alès à la fin du mois[48].
- 17 octobre : nouvelle dévaluation du franc métropolitain[49].
- 21 octobre :
  - à Firminy, près de Saint-Étienne, les CRS tirent sur une manifestation de mineurs et font deux morts et plusieurs dizaines de blessés[50].
  - le journal conservateur L’Époque prend parti au sujet des grèves des mineurs, sous la plume de Frédéric Vauthier (pseudonyme de François Valentin) : « M. Queuille, M. Moch : bombardez les quartiers généraux ! Atomisez-les ! »[51].
- 26 octobre : l'ouvrier maçon Max Chaptal est tué près d'Alès par une rafale de mitraillette pour avoir voulu franchir un pont défendu par les forces de l'ordre[52].

### Novembre
- 2 novembre : les forces de l'ordre occupent Béthune, Lens, Liévin et Courrières[53]. Le Pas-de-Calais, département qui compte le plus de bassins miniers est massivement occupé par les forces de l'ordre avec 31 000 policiers et militaires. Ce déploiement massif des forces de sécurité contraint les mineurs grévistes à reprendre le travail après le 20 novembre[54].
- 7 novembre : élections au Conseil de la République[55].
- 29 novembre : la CGT appelle à la reprise du travail, après plus d’un mois d’affrontements qui auront fait deux morts. Le bilan des grèves commencées en 1947 est de 6 grévistes tués et plus de 500 blessés. Un gendarme a été tué. 300 policiers ont été blessés. 3 000 mineurs sont licenciés[45]. 500 autres seront condamnés à des peines de prison.

### Décembre
- 1er décembre : première du film Les Parents terribles de Jean Cocteau au studio des Champs-Élysées[56].
- 9 décembre : décret no 48-1986 sur la réforme fiscale des impôts indirects, directs, des droits d'enregistrement et des droits de mutations[57]. La préparation du décret est l'œuvre essentiellement des fonctionnaires de la DGI, les politiques n'y ont pas participé. Le système fiscal en vigueur en 1948 se présente comme un ensemble d’impôts et de taxes, au rendement divers et à l’assiette souvent très complexe. 57 % des impôts sont assis sur la consommation, 33 % sur le revenu, 10 % sur le capital. Cette répartition de la charge fiscale est problématique pour le développement économique du pays. Elle favorise la hausse des prix, est très injuste socialement et impose de façon très inégale les différentes catégories de revenu. Le décret crée un impôt sur les bénéfices des sociétés (au taux de 24 %), un versement forfaitaire sur les salaires est mis à la charge des employeurs. Les entreprises personnelles restent soumises au taux de 18 %. Création d'un nouvel impôt sur le revenu des personnes physiques différencié de l'impôt sur les bénéfices des sociétés. Ce nouvel impôt comporte une taxe proportionnelle, au taux moyen de 9 %, frappant uniformément les revenus et une surtaxe progressive, chargée d’ajuster la charge fiscale à la capacité contributive de chacun, cela par le jeu de l’abattement à la base, du quotient familial et du taux progressif. La surtaxe comporte 9 tranches, de 0 à 60 %. Suppression de la taxe professionnelle de 15 % sur les salariés, remplacée par un impôt de 5 % sur la masse salariale, payé par les employeurs. Enfin, le système de décote est fusionné en un abattement unique de 18 % sur le revenu (entreprise et particulier)[1].
- 10 décembre : l’Assemblée générale des Nations unies, réunie à Paris, adopte la Déclaration universelle des droits de l’homme[58].
- 15 décembre : démarrage de Zoé, la première pile atomique française, installée dans le fort de Châtillon[23]
- 21 décembre : loi de simplification de la procédure de vote du budget et de programmation de nouvelles économies budgétaires[59].
- 24 décembre : déclaration à l’assemblée nationale française du groupe parlementaire des Indépendants d’outre-mer (IOM) en faveur d’une « émancipation des peuples dépendants à l’égard du joug colonial »[60]. Fondé en septembre sous l’égide de Léopold Sédar Senghor, il regroupe des hommes d’horizons différents comme Sédar Senghor (Sénégal), Jean-Hilaire Aubame (Gabon) et Nazi Boni (Haute-Volta), des Algériens, des habitants de la Côte Française des Somalis, des originaires des autres territoires d’outre-mer (Nouvelle-Calédonie, Inde) ainsi que des élus des régions françaises. Ils utilisent la manœuvre parlementaire pour obtenir des avancées économiques, sociales puis politiques dans les colonies françaises.
- 31 décembre : loi sur les maxima fixant les grandes orientations budgétaires. Les recettes ordinaires de l’État (dépenses régaliennes et sociales) sont fixées à 1 250 milliards de francs. Les recettes exceptionnelles pour financer le gigantesque programme de reconstruction du pays sont estimées 620 milliards de francs, 140 provenant de majoration de droits indirects, 100 de l’emprunt et 280 de la contrepartie de l’aide Marshall. Le gouvernement augmente la taxe sur la production de 25 % et les droits d'accise sur le tabac de 15 %. L’ensemble de ces mesures aboutit à une majoration de 40 % des droits d'accise[1].

## Naissances en 1948
- 17 février : Philippe Khorsand, acteur français († 29 janvier 2008).
- 18 février : Patrick Poivey, acteur français († 16 juin 2020).
- 29 février : Gérard Darmon, acteur et chanteur.
- 10 mars : Jean-Pierre Adams,  footballeur.
- 30 mars : Richard Gotainer, chanteur auteur-compositeur et acteur français.
- 13 mai : Daniel Russo, acteur français et une des voix françaises de John Travolta, Harvey Keitel ou encore Danny DeVito.
- 6 juillet : Nathalie Baye, actrice française.
- 10 août : François Chaslin, architecte, critique d’architecture et producteur de radio français († 7 août 2025).
- 22 octobre : François Leccia, acteur français, spécialisé dans le doublage († 12 juillet 2009).
- 4 décembre : Danièle Hazan, actrice française spécialisée dans le doublage († 12 février 2024).
- 18 décembre : Laurent Voulzy, chanteur et auteur-compositeur français.
- 27 décembre : Gérard Depardieu, acteur, également producteur de cinéma et de théâtre, producteur de vin, homme d'affaires, occasionnellement réalisateur, ex-époux des actrices Élisabeth Guignot, Carole Bouquet, Hélène Bizot et père de Guillaume, Julie et de Karine Silla.

## Décès
- 4 octobre : René Benjamin.